# Box-office France 2008
Cet article traite du box-office cinéma de 2008 en France.
Cette année, 555 films sortent sur les écrans. 45,2 % des entrées sont réalisées par des films français, ce qui est supérieur à la part de marché des films américains de 44,0 %. C'est la première fois depuis 1986 que cela arrive. 

## Les Records

### Astérix aux Jeux olympiques
Avec un budget de 78 millions d'euros, Astérix aux Jeux olympiques est le deuxième film le plus cher de l'histoire du cinéma français. 20 millions d'euros ont été dépensés pour la campagne promotionnelle uniquement et 10 millions pour le cachet des nombreux acteurs, sportifs, chanteurs, etc. apparaissant à l'écran mais il déçoit les critiques et le public et c'est un échec commercial car le film aurait dû réaliser au moins 10 millions d'entrées pour être rentable. Heureusement, le film est avant tout une coproduction européenne (tout comme les 2 précédents volets) et a été conçu afin de faire une carrière internationale, contrairement au 2e volet, principal reproche fait au film par les ayants droit.

### Bienvenue chez les Ch'tis
Le mercredi 27 février 2008, le film sort dans le reste de la France (alors que la sortie "ch'ti" était à la date du 20 février 2008). Pour les premières séances parisiennes, c’est-à-dire jusque 14h, le film fait un score de 5 775 entrées pour vingt-six copies. Ce premier jour, 113 892 Parisiens sont allés voir le film, ce qui fait le 4e meilleur démarrage de tous les temps à Paris. Dans toute la France, 558 359 Français avaient vu le film ce jour-là pour 788 copies. Mieux qu’Astérix aux Jeux olympiques. Surtout si l'on cumule l’avant-première nordiste et ce seul premier jour d’exploitation nationale, Bienvenue chez les Ch’tis avait déjà réuni 1 113 751 spectateurs, ce qui est presque autant que le score total du premier film de Dany Boon, La Maison du bonheur.
Entre la sortie mercredi 27 février au dimanche 2 mars 2008, le film a battu le record de fréquentation dans les salles sur cinq jours. 3 586 497 spectateurs en France sont alors allés voir le film, ce qui est plus que Les Bronzés 3 : Amis pour la vie qui avait totalisé un total de 3 235 559 entrées, doublant en même temps Astérix et Obélix : Mission Cléopâtre avec ses 2 960 046 entrées. En comptant la région Nord-Pas-de-Calais, le film totalise en tout 4 141 889 entrées. Dans toute la France, les cinémas évoquent un phénomène. Le Gaumont de Nantes et le Pathé de Saint-Herblain estiment qu’« un habitant sur huit a déjà vu le film ».
Le 14 mai 2008, Bienvenue chez les Ch'tis comptabilise 19 902 886 entrées. Ce qui en fait le 2e plus gros succès de tous les temps en France, juste derrière Titanic. Le film de Dany Boon a détrôné ainsi La Grande Vadrouille, qui régnait en tête du classement des films français depuis 1966.
Le 20 mai 2008, le film passe la barre des 20 millions d'entrées. Puis, le jour de la sortie du film en DVD, le 29 octobre 2008, son nombre d'entrées cinéma est de 20 236 267.
Et ressort encore dans 31 salles de cinéma pendant les périodes de fêtes 2008, ce qui a permis de faire évoluer son compteur jusqu'à 20 489 303 entrées ; un box office record pour un film français.

## Les Suites
- Indiana Jones et le Royaume du crâne de cristal réalise un bon score, mais ne dépasse pas les 5 millions d'entrées comme ses prédécesseurs.
  - 2 198 071 entrées de moins par rapport aux Aventuriers de l'arche perdue, 1 484 363 entrées de moins par rapport au Temple maudit et 2 099 500 entrées de moins par rapport à La Dernière Croisade.
- Le Monde de Narnia Chapitre 2 : Le Prince Caspian réalise, lui aussi, un bon score, mais moins bien que Le Monde de Narnia Chapitre 1 : Le Lion, la Sorcière blanche et l'Armoire magique puisqu'il perd, précisément, 2 227 816 entrées.
- Astérix aux Jeux olympiques réalise le plus mauvais score des trois films Astérix.
  - 2 133 316 entrées de moins par rapport à Astérix et Obélix contre César et 7 741 712 entrées de moins par rapport à Astérix et Obélix : Mission Cléopâtre.
- La Momie 3 : La Tombe de l'Empereur Dragon réalise, lui aussi, le plus mauvais score de la saga La Momie.
  - 1 570 006 entrées de moins par rapport à La Momie et 745 738 entrées de moins par rapport au Le Retour de la momie.
- Quantum of Solace réalise le meilleur démarrage de tous les films James Bond, jusqu'à la sortie de Skyfall quatre ans plus tard.
- Benjamin Gates et le Livre des secrets reste dans le positif, puisque le deuxième épisode gagne 454 906 spectateurs par rapport à Benjamin Gates et le Trésor des Templiers.
- The Dark Knight réalise le meilleur score pour un Batman, avec plus de 3 millions d'entrées, sans créer l'évènement connu aux États-Unis.
- Madagascar 2 réussit à rassembler 2 053 762 spectateurs de plus que son prédécesseur, Madagascar. Il réalise le meilleur score cette année pour un film américain et pour un film d'animation.
- High School Musical 3 : Nos années lycée réussit sa sortie en cinémas (les deux premiers épisodes étant des téléfilms), avec près de 2 millions d'entrées.

## Les millionnaires
Par pays d'origine des films (Pays producteur principal)
- États-Unis : 27 films
- France : 19 films
- Australie : 1 film
- Royaume-Uni : 1 film
- Total : 48 films

| Classement | Titre                                                | Pays             | Réalisateur                          | Box-office France  | Semaines     |
| ---------- | ---------------------------------------------------- | ---------------- | ------------------------------------ | ------------------ | ------------ |
| 1.         | Bienvenue chez les Ch'tis                            |                  | Dany Boon                            | 20 489 303 entrées | 23 sem (fin) |
| 2.         | Astérix aux Jeux olympiques                          |                  | Frédéric Forestier / Thomas Langmann | 6 817 803 entrées  | 12 sem (fin) |
| 3.         | Madagascar 2 : La Grande Évasion                     |                  | Eric Darnell / Tom McGrath           | 5 248 793 entrées  | 23 sem (fin) |
| 4.         | Indiana Jones et le Royaume du crâne de cristal      | Steven Spielberg | 4 199 771 entrées                    | 15 sem (fin)       |              |
| 5.         | Quantum of Solace                                    |                  | Marc Forster                         | 3 722 798 entrées  | 11 sem (fin) |
| 6.         | WALL-E                                               |                  | Andrew Stanton                       | 3 261 002 entrées  | 23 sem (fin) |
| 7.         | Kung Fu Panda                                        |                  | Mark Osborne / John Stevenson        | 3 231 982 entrées  | 22 sem (fin) |
| 8.         | Le Monde de Narnia Chapitre 2 : Le Prince Caspian    |                  | Andrew Adamson                       | 3 118 535 entrées  | 15 sem (fin) |
| 9.         | Hancock                                              |                  | Peter Berg                           | 3 078 077 entrées  | 13 sem (fin) |
| 10.        | The Dark Knight : Le Chevalier noir                  |                  | Christopher Nolan                    | 3 036 568 entrées  | 11 sem (fin) |
| 11.        | Disco                                                |                  | Fabien Onteniente                    | 2 435 015 entrées  | 8 sem (fin)  |
| 12.        | Mesrine : L'Instinct de mort                         |                  | Jean-François Richet                 | 2 274 424 entrées  | 11 sem (fin) |
| 13.        | Enfin veuve                                          |                  | Isabelle Mergault                    | 2 210 676 entrées  | 14 sem (fin) |
| 14.        | Iron Man                                             |                  | Jon Favreau                          | 2 040 037 entrées  | 12 sem (fin) |
| 15.        | Sex and the City, le film                            |                  | Michael Patrick King                 | 2 003 410 entrées  | 14 sem (fin) |
| 16.        | Benjamin Gates et le Livre des secrets               | Jon Turteltaub   | 1 989 237 entrées                    | 8 sem (fin)        |              |
| 17.        | High School Musical 3 : Nos années lycée             | Kenny Ortega     | 1 934 664 entrées                    | 11 sem (fin)       |              |
| 18.        | Vicky Cristina Barcelona                             |                  | Woody Allen                          | 1 914 781 entrées  | 23 sem (fin) |
| 19.        | Largo Winch                                          |                  | Jérôme Salle                         | 1 768 577 entrées  | 12 sem (fin) |
| 20.        | Australia                                            |                  | Baz Luhrmann                         | 1 741 348 entrées  | 8 sem (fin)  |
| 21.        | Paris                                                |                  | Cédric Klapisch                      | 1 723 642 entrées  | 21 sem (fin) |
| 22.        | Horton                                               |                  | Jimmy Hayward / Steve Martino        | 1 672 006 entrées  | 22 sem (fin) |
| 23.        | Entre les murs                                       |                  | Laurent Cantet                       | 1 612 356 entrées  | 25 sem (fin) |
| 24.        | La Momie 3 : La Tombe de l'Empereur Dragon           |                  | Rob Cohen                            | 1 555 572 entrées  | 10 sem (fin) |
| 25.        | Mamma Mia! le film                                   |                  | Phyllida Lloyd                       | 1 554 066 entrées  | 14 sem (fin) |
| 26.        | Mesrine : L'Ennemi public n° 1                       |                  | Jean-François Richet                 | 1 522 976 entrées  | 8 sem (fin)  |
| 27.        | Burn After Reading                                   |                  | Joel Coen / Ethan Coen               | 1 458 345 entrées  | 16 sem (fin) |
| 28.        | Into the Wild                                        |                  | Sean Penn                            | 1 448 136 entrées  | 40 sem (fin) |
| 29.        | Le Transporteur 3                                    |                  | Olivier Megaton                      | 1 430 308 entrées  | 9 sem (fin)  |
| 30.        | L'Échange                                            |                  | Clint Eastwood                       | 1 421 793 entrées  | 17 sem (fin) |
| 31.        | Faubourg 36                                          |                  | Christophe Barratier                 | 1 331 585 entrées  | 12 sem (fin) |
| 32.        | Phénomènes                                           |                  | M. Night Shyamalan                   | 1 301 971 entrées  | 9 sem (fin)  |
| 33.        | Agathe Cléry                                         |                  | Étienne Chatiliez                    | 1 252 822 entrées  | 11 sem (fin) |
| 34.        | Les Chimpanzés de l'espace                           |                  | Kirk DeMicco                         | 1 240 790 entrées  | 12 sem (fin) |
| 35.        | Voyage au centre de la Terre                         | Eric Brevig      | 1 219 196 entrées                    | 18 sem (fin)       |              |
| 36.        | Le crime est notre affaire                           |                  | Pascal Thomas                        | 1 219 181 entrées  | 14 sem (fin) |
| 37.        | Le Premier Jour du reste de ta vie                   | Rémi Bezançon    | 1 211 010 entrées                    | 35 sem (fin)       |              |
| 38.        | Jumper                                               |                  | Doug Liman                           | 1 154 065 entrées  | 6 sem (fin)  |
| 39.        | Le Jour où la Terre s'arrêta                         | Scott Derrickson | 1 150 671 entrées                    | 7 sem (fin)        |              |
| 40.        | Ca$h                                                 |                  | Éric Besnard                         | 1 105 919 entrées  | 8 sem (fin)  |
| 41.        | Deux jours à tuer                                    | Jean Becker      | 1 088 611 entrées                    | 20 sem (fin)       |              |
| 42.        | Wanted : Choisis ton destin                          |                  | Timur Bekmambetov                    | 1 088 456 entrées  | 10 sem (fin) |
| 43.        | Jackpot                                              |                  | Tom Vaughan                          | 1 050 114 entrées  | 10 sem (fin) |
| 44.        | Sweeney Todd : Le Diabolique Barbier de Fleet Street |                  | Tim Burton                           | 1 047 271 entrées  | 11 sem (fin) |
| 45.        | L'Incroyable Hulk                                    |                  | Louis Leterrier                      | 1 022 782 entrées  | 8 sem (fin)  |
| 46.        | Taken                                                |                  | Pierre Morel                         | 1 018 518 entrées  | 11 sem (fin) |
| 47.        | Vilaine                                              |                  | Jean-Patrick Benes / Allan Mauduit   | 1 004 950 entrées  | 12 sem (fin) |
| 48.        | Parlez-moi de la pluie                               | Agnès Jaoui      | 1 004 267 entrées                    | 14 sem (fin)       |              |

## Les records par semaine
| Semaines    | Titre                     | Pays      | Réalisateur | Entrées   |
| ----------- | ------------------------- | --------- | ----------- | --------- |
| 1re semaine | Bienvenue chez les Ch'tis |           | Dany Boon   | 4 378 720 |
| 2e semaine  | Bienvenue chez les Ch'tis | 3 940 634 | Dany Boon   |           |
| 3e semaine  | Bienvenue chez les Ch'tis | 3 637 899 | Dany Boon   |           |
| 4e semaine  | Bienvenue chez les Ch'tis | 2 720 713 | Dany Boon   |           |
| 5e semaine  | Bienvenue chez les Ch'tis | 1 386 646 | Dany Boon   |           |
| 6e semaine  | Bienvenue chez les Ch'tis | 945 011   | Dany Boon   |           |
| 7e semaine  | Bienvenue chez les Ch'tis | 921 791   | Dany Boon   |           |
| 8e semaine  | Bienvenue chez les Ch'tis | 685 392   | Dany Boon   |           |
| 9e semaine  | Bienvenue chez les Ch'tis | 307 528   | Dany Boon   |           |
| 10e semaine | Bienvenue chez les Ch'tis | 186 616   | Dany Boon   |           |
| 11e semaine | Bienvenue chez les Ch'tis | 156 427   | Dany Boon   |           |
| 12e semaine | Bienvenue chez les Ch'tis | 102 321   | Dany Boon   |           |
| 13e semaine | Bienvenue chez les Ch'tis | 71 929    | Dany Boon   |           |

## Box-office par semaine
| #  | Semaine                           | Film no 1                                            | Pays              | Entrées           |
| -- | --------------------------------- | ---------------------------------------------------- | ----------------- | ----------------- |
| 1  | 2 janvier au 8 janvier 2008       | Je suis une légende                                  |                   | 488 415 entrées   |
| 2  | 9 janvier au 15 janvier 2008      | Into the Wild                                        | 292 739 entrées   |                   |
| 3  | 16 janvier au 22 janvier 2008     | Enfin veuve                                          |                   | 619 085 entrées   |
| 4  | 23 janvier au 29 janvier 2008     | Sweeney Todd : Le Diabolique Barbier de Fleet Street |                   | 507 434 entrées   |
| 5  | 30 janvier au 5 février 2008      | Astérix aux Jeux olympiques                          |                   | 3 007 811 entrées |
| 6  | 6 février au 12 février 2008      | Astérix aux Jeux olympiques                          | 1 393 123 entrées |                   |
| 7  | 13 février au 19 février 2008     | Astérix aux Jeux olympiques                          | 1 004 174 entrées |                   |
| 8  | 20 février au 26 février 2008     | Paris                                                |                   | 778 154 entrées   |
| 9  | 27 février au 4 mars 2008         | Bienvenue chez les Ch'tis                            | 4 378 720 entrées |                   |
| 10 | 5 mars au 11 mars 2008            | Bienvenue chez les Ch'tis                            | 3 940 634 entrées |                   |
| 11 | 12 mars au 18 mars 2008           | Bienvenue chez les Ch'tis                            | 3 637 899 entrées |                   |
| 12 | 19 mars au 25 mars 2008           | Bienvenue chez les Ch'tis                            | 2 720 713 entrées |                   |
| 13 | 26 mars au 1er avril 2008         | Bienvenue chez les Ch'tis                            | 1 386 646 entrées |                   |
| 14 | 2 avril au 8 avril 2008           | Disco                                                | 1 150 993 entrées |                   |
| 15 | 9 avril au 15 avril 2008          | Bienvenue chez les Ch'tis                            | 921 791 entrées   |                   |
| 16 | 16 avril au 22 avril 2008         | Bienvenue chez les Ch'tis                            | 685 392 entrées   |                   |
| 17 | 23 avril au 29 avril 2008         | Ca$h                                                 | 456 073 entrées   |                   |
| 18 | 30 avril au 6 mai 2008            | Iron Man                                             |                   | 866 316 entrées   |
| 19 | 7 mai au 13 mai 2008              | Iron Man                                             | 509 284 entrées   |                   |
| 20 | 14 mai au 20 mai 2008             | Iron Man                                             | 310 616 entrées   |                   |
| 21 | 21 mai au 27 mai 2008             | Indiana Jones et le Royaume du crâne de cristal      |                   | 1 674 041 entrées |
| 22 | 28 mai au 3 juin 2008             | Indiana Jones et le Royaume du crâne de cristal      | 1 007 135 entrées |                   |
| 23 | 4 juin au 10 juin 2008            | Indiana Jones et le Royaume du crâne de cristal      | 553 536 entrées   |                   |
| 24 | 11 juin au 17 juin 2008           | Phénomènes                                           |                   | 596 557 entrées   |
| 25 | 18 juin au 24 juin 2008           | Phénomènes                                           | 251 570 entrées   |                   |
| 26 | 25 juin au 1er juillet 2008       | Le Monde de Narnia Chapitre 2 : Le Prince Caspian    |                   | 994 686 entrées   |
| 27 | 2 juillet au 8 juillet 2008       | Le Monde de Narnia Chapitre 2 : Le Prince Caspian    | 840 501 entrées   |                   |
| 28 | 9 juillet au 15 juillet 2008      | Hancock                                              |                   | 1 265 163 entrées |
| 29 | 16 juillet au 22 juillet 2008     | Hancock                                              | 606 415 entrées   |                   |
| 30 | 23 juillet au 29 juillet 2008     | L'Incroyable Hulk                                    |                   | 517 088 entrées   |
| 31 | 30 juillet au 5 août 2008         | WALL-E                                               |                   | 925 900 entrées   |
| 32 | 6 août au 12 août 2008            | La Momie 3 : La Tombe de l'Empereur Dragon           |                   | 695 628 entrées   |
| 33 | 13 août au 19 août 2008           | The Dark Knight : Le Chevalier noir                  |                   | 1 271 688 entrées |
| 34 | 20 août au 26 août 2008           | The Dark Knight : Le Chevalier noir                  | 661 333 entrées   |                   |
| 35 | 27 août au 2 septembre 2008       | The Dark Knight : Le Chevalier noir                  | 415 212 entrées   |                   |
| 36 | 3 septembre au 9 septembre 2008   | The Dark Knight : Le Chevalier noir                  | 249 949 entrées   |                   |
| 37 | 10 septembre au 16 septembre 2008 | Mamma Mia! le film                                   |                   | 550 887 entrées   |
| 38 | 17 septembre au 23 septembre 2008 | Parlez-moi de la pluie                               |                   | 414 296 entrées   |
| 39 | 24 septembre au 30 septembre 2008 | Entre les murs                                       | 447 015 entrées   |                   |
| 40 | 1er octobre au 7 octobre 2008     | Entre les murs                                       | 358 495 entrées   |                   |
| 41 | 8 octobre au 14 octobre 2008      | Vicky Cristina Barcelona                             |                   | 565 395 entrées   |
| 42 | 15 octobre au 21 octobre 2008     | Vicky Cristina Barcelona                             | 393 699 entrées   |                   |
| 43 | 22 octobre au 28 octobre 2008     | Mesrine : L'Instinct de mort                         |                   | 769 242 entrées   |
| 44 | 29 octobre au 4 novembre 2008     | Quantum of Solace                                    |                   | 1 703 897 entrées |
| 45 | 5 novembre au 11 novembre 2008    | Quantum of Solace                                    | 1 116 972 entrées |                   |
| 46 | 12 novembre au 18 novembre 2008   | L'Échange                                            |                   | 452 651 entrées   |
| 47 | 19 novembre au 25 novembre 2008   | Mesrine : L'Ennemi public n° 1                       |                   | 740 223 entrées   |
| 48 | 26 novembre au 2 décembre 2008    | Le Transporteur 3                                    |                   | 678 945 entrées   |
| 49 | 3 décembre au 9 décembre 2008     | Madagascar 2 : La Grande Évasion                     |                   | 1 338 230 entrées |
| 50 | 10 décembre au 16 décembre 2008   | Madagascar 2 : La Grande Évasion                     | 927 298 entrées   |                   |
| 51 | 17 décembre au 23 décembre 2008   | Madagascar 2 : La Grande Évasion                     | 1 014 216 entrées |                   |
| 52 | 24 décembre au 30 décembre 2008   | Madagascar 2 : La Grande Évasion                     | 962 351 entrées   |                   |